# رز سفید ممفیس
رز سفید ممفیس رمانی است از ویلیام کلارک فاکنر، نویسندهٔ اهل ایالات متحده آمریکا و پدربزرگ ویلیام فاکنر. این کتاب مشهورترین اثر او به شمار می‌رود.